# SDSS J105613.07+094357.8
SDSS J105613.07+094357.8 ist eine Galaxie im Sternbild Löwe auf der Ekliptik, die schätzungsweise 435 Millionen Lichtjahre von der Milchstraße entfernt ist. Im selben Himmelsareal befinden sich u. a. die Galaxien NGC 3444, NGC 3467, NGC 3476, NGC 3477.